# 利奧斯典納斯
利奧斯典納斯（希臘語：Λεωσθένης , ?—前323年），是古希臘雅典傑出的將軍，他在拉米亞戰爭中統帥希臘聯軍，迫使馬其頓攝政安提帕特陷入圍城的困境。

## 拉米亞戰爭爆發
利奧斯典納斯首次出現於史書中時已經擁有高知名度。過去曾從斯特拉波的描述推測他曾經服役於亞歷山大大帝之下，不過現在認為這觀點似乎是錯的，斯特拉波指得應是列昂納托斯。
可以確定史書在描述利奧斯典納斯時，他已經被認為是在軍中具有傑出能力且高聲望的軍官，且是個反馬其頓的激進派，並於前324年被雅典人選為十將軍之一。在亞歷山大大帝逝世前，亞歷山大命令他的小亞細亞總督解散當地的希臘僱傭軍，利奧斯典納斯趁著這個機會把那些僱傭兵召集起來，並帶往泰納倫（Taenarum）海角。當他回到雅典時，傳來亞歷山大發佈了放逐者回歸的法令，雅典人相當憤慨，他們決心支持利奧斯典納斯的計畫，並盡快讓他秘密返回泰納倫海角練兵，總共聚集了8,000名傭兵，準備反抗馬其頓在希臘的事業。不久當亞歷山大的死訊傳到雅典，雅典隨即對馬其頓宣戰，並向全希臘城邦發出使節，共籌反馬其頓大業。利奧斯典納斯從泰納倫出發，並在埃托利亞登陸，他成功誘使埃托利亞人加入反馬其頓戰爭。這時反馬其頓的陣營加了羅克裡斯、福基斯、多利安人、以及伯羅奔尼撒許多城邦，而利奧斯典納斯被任命為聯軍統帥。利奧斯典納斯與雅典和其他希臘的援軍於溫泉關附近會合後，先對付親馬其頓的波奧蒂亞軍，這些波奧蒂亞人參與亞歷山大屠底比斯城，並瓜分了底比斯領地，他們相當擔心底比斯會被重建，企圖抵禦聯軍的反馬其頓行動。利奧斯典納斯率軍擊敗波奧蒂亞軍，打通波奧蒂亞軍封鎖的交通線。他隨後返回溫泉關據守，除了等待其他聯軍會合外還想利用當地地勢對抗即將來到的馬其頓軍。

## 對抗安提帕特
留守的馬其頓攝政安提帕特率領一支軍隊從馬其頓南下，但因馬其頓主力都隨亞歷山大遠征東方，安提帕特的軍隊主要都是新兵，總兵力也不多，僅13,000名步兵和600名騎兵。安提帕特先進入色薩利，並在當地召集了2,000名色薩利騎兵，準備以靠這支名聞希臘的騎兵擊敗利奧斯典納斯的希臘聯軍。安提帕特繼續南下至溫泉關附近，這時利奧斯典納斯已經聚集了約20,000多名的大軍，兩軍就在溫泉關附近展開決戰，然而安提帕特沒預料到色薩利人已經下定決心倒向希臘人，色薩利騎兵將領門農在戰場上倒戈，使安提帕特吃了敗戰，馬其頓剩餘不多的騎兵可能遭到毀滅，許多色薩利城市也紛紛加入希臘聯軍的陣營中，安提帕特不得不帶著還算完整的步兵退入拉米亞城堅守。
利奧斯典納斯想利用這個大好時機繼續猛攻安提帕特，結束這場戰爭，他帶著士氣旺盛的聯軍來到拉米亞城，並在城外叫囂，企圖引誘安提帕特出城決戰。安提帕特知道自己的劣勢，他大大加強城防，決定死守不出，並派出特使向遠征亞洲的各馬其頓將軍求援。利奧斯典納斯雖然想一舉進軍馬其頓本土，但無法放任安提帕特的軍隊，他只得把拉米城包圍起來，開始進行攻城戰。

## 戰死
安提帕特在短短的時間內增強城防的能力，並命士兵把艦隊的弩砲搬到城牆上，儘管數天來希臘聯軍的攻勢兇猛，但仍無法突破馬其頓軍的防線。隨著攻城戰陷入膠著，利奧斯典納斯只能繼續圍困安提帕特，然而隨著時間拖長，一些希臘的聯軍帶著自己的士兵返回家鄉處理自己的事務，利奧斯典納斯對這種狀況也無可奈何。安提帕特知道聯軍軍力削弱，對聯軍陣線各地發動了數次突襲反擊，摧毀許多攻城器具，迫使利奧斯典納斯率隊來回於前線各地馳援。在一次救援中，他不幸被城牆上敵軍所發的石塊擊傷，要命的是擊傷的地方在頭部，三天後利奧斯典納斯隨即傷重過世，死於前323年末。
他的戰死無疑是聯軍一大挫折，羅馬時代的學者保薩尼亞斯認為他的戰死是希臘聯軍最終戰敗的主要原因。然而與利奧斯典納斯同時代的雅典政治家福基翁則在戰爭之前就如此評價利奧斯典納斯，「就應付短期衝突而言他很適合，但他不適合應付長期的拖延戰」。利奧斯典納斯被隆重埋葬於雅典的凱拉米克斯，葬禮上由希佩里德斯（Hyperides）朗讀祭文。利奧斯典納斯戰死時還很年輕，但他仍留有孩子，他的小孩成人後也被立為雕像，就立於利奧斯典納斯的雕像旁邊。

## 腳註
1. ↑   斯特拉波, Geography, ix. 5
2. ↑   保薩尼亞斯, Description of Greece, i. 1, 25, viii. 52; 西西里的狄奧多羅斯, Bibliotheca, xvii. 111
3. ↑   狄奧多羅斯, xviii. 8-13; Pausanias, ibid.; 普魯塔克, Lives, "Phocion", 23; 查士丁, Epitome of Pompeius Trogus, xiii. 5
4. ↑   普魯塔克, "Phocion", 23, Moralia, "Precepts of statecraft", 6
5. ↑   保薩尼亞斯, i. 29; 狄奧多羅斯, xviii. 13; 希佩里德斯, Speeches, "Funeral Speech"
6. ↑   保薩尼亞斯, i. 1

## 來源
- 威廉·史密斯，《希腊羅馬的神話和傳記辭典》, "Leosthenes (2)", 波士頓, (1867)
- Nicholas G. L. Hammond, The Macedonian State, Oxford University Press, 1989, ISBN 0-19-814883-6.
- Bennett, Bob& Roberts, Mike , The Wars Of Alexander’s Successors 323-281 BC: Armies, Tactics And Battles, Casemate Pub & Book Dist Llc Press, 2009, ISBN 978-1-84415-924-6